# Moses Phiri
Moses Phiri (sinh ngày 3 tháng 6 năm 1993) là một cầu thủ bóng đá người Zambia thi đấu cho Sporting Covilhã.

## Sự nghiệp quốc tế

### Bàn thắng quốc tế
Tỉ số và kết quả liệt kê bàn thắng của Zambia trước.
| #  | Ngày                | Địa điểm                          | Đối thủ    | Tỉ số | Kết quả | Giải đấu        |
| -- | ------------------- | --------------------------------- | ---------- | ----- | ------- | --------------- |
| 1. | 14 tháng 7 năm 2013 | Sân vận động Nkana, Kitwe, Zambia | Mozambique | 3–0   | 3–1     | Cúp COSAFA 2013 |

## Sự nghiệp câu lạc bộ
Anh ra mắt chuyên nghiệp tại Giải bóng đá hạng nhất quốc gia Bồ Đào Nha cho Académico de Viseu vào ngày 21 tháng 2 năm 2016 trong trận đấu trước Famalicão.